# لوکاس داکونا
لوکاس داکونا (انگلیسی: Lucas Da Cunha؛ زادهٔ ۹ ژوئن ۲۰۰۱) بازیکن فوتبال اهل فرانسه است.
از باشگاه‌هایی که در آن بازی کرده‌است می‌توان به باشگاه فوتبال نیس، باشگاه فوتبال رن، و باشگاه فوتبال لوزان-اسپورت اشاره کرد.
وی همچنین در تیم‌های ملی فوتبال France national under-16 football team، زیر ۱۷ سال فرانسه، زیر ۱۸ سال فرانسه، و زیر ۱۹ سال فرانسه بازی کرده‌است.